# کنیز ملکه مصر
کنیز ملکه مصر با نام اصلی کلئوپاترا: ملکه نیل (فرانسوی: Cléopâtre, reine du Nil‎) رمانی  است نوشتهٔ میکل پیرامو که توسط ذبیح‌الله منصوری به فارسی ترجمه شد. داستان درباره کنیزی به نام شرمیون است که زندگی خود و خانمش کلئوپاترا را با جرئیات به رشته تحریر دراورده است. . شریمیون در کنار روایت ماجراهای عشقی اربابش با ژولیوس سزار و آنتوان جوان به اتفاقات تاریخی در زمان سلسله بطالسه می‌پردازد.
نگارش جزئیاتی همچون فانوس اسکندریه و آتش یونانی از نقاط مثبت این کتاب می‌باشد.

## خلاصه
داستان در قالب اول شخص روایت می‌شود و به طور موازی زندگی چند شخصیت را پوشش می‌دهد. شرمیون با بیان زندگی خود در جایگاه یک کنیز پرده از اسرار جالب توجه خانمش کلوئوپاترا ملکه شهیر مصر برمی‌دارد.
شخصیت‌های اصلی این رمان تاریخی به ترتیب کلوئوپاترا، شرمیون، کال،آنتوان، ژولیوس سزار و بطلمیوس ۱۳ نام دارند.
بعد از مرگ پادشاه نی‌زن، کلوئوپاتر مجبور به ازدواج با برادر خود می‌شود اما از آنجا که ملکه دلباخته آنتوان جوان است سعی می‌کند تا با کمک کنیز خود شرمیون، برای برادر و همسرش مشکلاتی ایجاد کند.
نقطه اوج این رمان تاریخی بعد از مرگ سزار و آشفتگی سیاسی اتفاق می‌افتد.

## ترجمه
ترجمه و اقتباس این اثر توسط ذبیح‌الله منصوری انجام شد. منصوری در این اثر کوشیده‌است تا با بسط موضوعات جالب توجه، ترجمه ای روان به خواننده ارائه دهد. توصیف حمام‌های رم و صحنه ترور شدن ژولیوس سزار از نقاط برجسته این کتاب به شمار می‌آید.